# Equifax
Equifax je společnost ve Spojených státech amerických fungující jako registr dlužníků, tedy poskytující odhad úvěrových rizik u jednotlivých osob. V tomto oboru patří ve Spojených státech amerických mezi tři nejvýznamnější, druhé jsou Experian a TransUnion. Byla založena v roce 1899 a tak je ze tří uvedených nejstarší, přičemž dnes spravuje informace o zhruba 400 miliónech zákazníků. Sídlem společnosti je Atlanta v Georgii. Společnost je obchodována na Newyorské burze pod zkratkou EFX a patří mezi společnosti sledované burzovním indexem S&P 500.